# The Wild Hunt
The Wild Hunt (La caza salvaje en España y Cacería salvaje en Hispanoamérica) es el décimo segundo episodio de la tercera temporada de la serie de televisión estadounidense de drama sobrenatural y policíaco Grimm. El guion principal del episodio fue escrito por los guionistas David Greenwalt y Jim Kouf, y la dirección general estuvo a cargo de Rob Bailey.
El episodio se transmitió originalmente el 24 de enero del año 2014 por la cadena de televisión estadounidense NBC. Para la emisión de Hispanoamérica, el estreno se llevó a cabo el 3 de marzo del 2014 por el canal Universal Channel.
La trama policial semanal se refiere a un wesen llamado wildesheer, que localiza personas que pertenezcan a fuerzas policiales o militares para matarlos cuerpo a cuerpo y cortarles el cuero cabelludo. La historia continúa en el siguiente capítulo, luego de mostrar que el wildesheer ha elegido a Nick como su siguiente presa. La mayor parte del capítulo está ocupada con la relación entre Monroe y Rosalee, que deciden casarse. Sin embargo los padres de Monroe rechazan a Rosalee cuando se enteran de que es una fuchsbau y cuestionan a su hijo por haber establecido una relación antinatural. Finalmente en Viena, continúan las intrigas para tomar el poder del trono tras la muerte de Eric. Viktor prepara un ataque contra tres hombres del capitán Renard, mientras que Adalind continúa con su embarazo, sin que se haya revelado la identidad del padre.

## Argumento
La frase que inicia cada capítulo, corresponde en este caso al cuento Hermano y hermana", que integra el célebre libro Cuentos de la infancia y del hogar (1812), de los Hermanos Grimm, en su traducción al inglés:

Versión en inglés
Come back in the evening, I'll have the door locked to keep out the wild huntsmen.
Versión en español
Vuelve en la noche, tendré la puerta cerrada para que no entren los cazadores.

La trama policial semanal gira alrededor de una serie de asesinatos cometidos contra un policía y un boina verde, por parte de un enorme wesen que luego de vencer a sus víctimas cuerpo a cuerpo, les corta el cuero cabelludo. Nick y Hunk lo identifican por medio de los antiguos manuscritos, como un wildesheer, una especie de cazador de guerreros dignos de su poder, que se viste con los cueros cabelludos de sus presas. La trama continúa en el siguiente capítulo, luego de mostrar que el wildesheer ha elegido a Nick como su siguiente presa.
La mayor parte del capítulo está ocupada con la relación entre Monroe y Rosalee, que deciden casarse y comienzan a planear su boda. Monroe llama a sus padres para contarles la noticia, quienes la reciben con alegría, especialmente el padre quien pensaba que Monroe nunca se casaría. Monroe omite también contarles a sus padres que Rosalee es una fuchsbau y que ya están viviendo juntos, argumentando que aunque tradicionales, sus padres "no son unos neardentals". Estos deciden entonces ir a visitar a su hijo para conocer a Rosalee, pero en cuánto descubren que es una fuchsbau la rechazan y se oponen indignados a esa relación que califican de antinatural. Rosalee por su parte se va de la casa, indignada a su vez, por la postura extremadamente prejuiciosa de los padres de Monroe.
Finalmente en Viena, continúan las intrigas para tomar el poder del trono, luego de la muerte de Eric. Sebastien mantiene informado al capitán Renard, Viktor prepara un ataque contra tres hombres de la Resistencia, relacionados con el capitán Renard (Meisner, Frenay y Tavitian), mientras que Adalind continúa con su embarazo controlado por Stefania Vaduva Popescu, sin que se haya revelado la identidad del padre y sin definir el bando que apoyará.

## Elenco regular
- David Giuntoli como Nick Burkhardt.
- Russell Hornsby como Hank Griffin.
- Bitsie Tulloch como Juliette Silverton.
- Silas Weir Mitchell como Monroe.
- Sasha Roiz como el capitán Renard.
- Bree Turner como Rosalee Calvert.
- Claire Coffee como Adalind Schade.
- Reggie Lee como el sargento Wu.

## Producción
El título "The Wild Hunt" hace referencia al wildesheer que quiere decir en alemán "ejército salvaje". 
El director Rob Bailey ya había dirigido los capítulos Island of Dreams (2012) en la primera temporada, Over My Dead Body (2012), en la segunda temporada y dirigiría Heartbreaker (2014) en la cuarta temporada.
El guionista del capítulo Rob Wright, también escribió los guiones de los episodios "A Dish Best Served Cold" (T3E03, 2013) y "My Fair Wesen" (T3E20, 2014), siempre en la tercera temporada.